# American Fall
American Fall è l'undicesimo album in studio del gruppo punk rock statunitense Anti-Flag, pubblicato nel 2017.

## Tracce
1. American Attraction – 2:56
2. The Criminals – 2:44
3. When the Wall Falls – 2:46
4. Trouble Follows Me – 3:09
5. Finish What We Started – 2:49
6. Liar – 1:53
7. Digital Blackout – 3:26
8. I Came. I Saw. I Believed. – 2:01
9. Racists – 3:20
10. Throw It Away – 2:50
11. Casualty – 2:35